# Michael Gangl
Michael Gangl (* 14. August 1885 in Apetlon; † 13. April 1977 in Eisenstadt) war ein österreichischer Geistlicher und Politiker (CS). Gangl war Abgeordneter zum Nationalrat und Abgeordneter zum Burgenländischen Landtag.

## Leben
Michael Gangl wurde als Sohn des Landwirts Johann Gangl aus Apetlon geboren. Er besuchte die Volksschule Apetlon und wechselte danach an das Benediktinergymnasium in Győr. Nachdem Gangl 1904 die Matura absolviert hatte, trat er in das Priesterseminar für katholische Theologie in Győr ein und empfing am 29. Juni 1908 die Priesterweihe. Gangl war in der Folge als Kaplan in Wiesen, Deutschkreutz, Győr und Walbersdorf tätig und fungierte zwischen 1914 und 1918 als Feldkurat. Nach dem Ersten Weltkrieg war Gangl von 1919 bis 1920 Stadtkaplan in Sopron, zwischen 1920 und 1929 hatte er die Stelle des Pfarrers von Neudörfl an der Leitha inne. Gangl wechselte am 15. August 1929 als Stadtpfarrer nach Eisenstadt, wobei er diese Funktion bis zum 1. März 1962 innehatte. Zudem war Gangl von 1941 bis 1963 Dechant vom Dekanat Eisenstadt und von 1962 bis 1965 Kreisdechant des Nördlichen Kreises. Am 8. September 1969 wurde Gangl Dompropst, zuvor war er am 7. März 1957 Päpstlicher Hausprälat geworden.
Seit 1926 war er Ehrenmitglied der katholischen Studentenverbindung KaV Austro-Peisonia Wien.

## Politik
Politisch engagierte sich Gangl 1921 als Mitglied des Leitungsausschusses der Christlichsozialen Partei für Westungarn und war zwischen dem 14. März 1922 und dem 20. November 1923 auch Obmann der Christlichsozialen Partei des Burgenlandes. Er hatte zudem von 1922 bis 1932 die Funktion des Landesparteisekretär inne und war während dieser Zeit auch Mitglied der Landesparteileitung. Gangl gehörte vom 15. Juli 1922 bis zum 13. November 1923 dem Burgenländischen Landtag an und wechselte in der Folge in den Nationalrat, in dem er zwischen dem 20. November 1923 und dem 1. Oktober 1930 sowie zwischen dem 2. Dezember 1930 und dem 19. Februar 1934 die christlichsoziale Partei vertrat. Danach war Gangl zwischen dem 11. November 1934 und dem 12. März 1938 Mitglied des Burgenländischen Landtags, wo er den Stand „Gesetzlich anerkannten Kirchen und Religionsgemeinschaften“ vertrat.